# Cottus cognatus
Espèce
Synonymes
- Uranidea quiescens DeKay, 1842[1]

Statut de conservation UICN

 LC  : Préoccupation mineure
Cottus cognatus, communément appelé le Chabot visqueux, est une espèce de poissons de la famille des Cottidae.

## Répartition
Le chabot visqueux se retrouve en eau douce en Amérique du Nord.

## Description
Cottus cognatus peut mesurer jusqu'à 121 mm mais sa taille habituelle est d'environ 75 mm. Son espérance de vie maximale constatée est de 7 ans.